# 趙昌仁
趙 昌仁（チョ・チャンイン、朝鮮語: 조창인、1961年 - ）は、大韓民国の記者、小説家。趙 彰仁（読み、ハングル同）という表記も見られる。
ソウル特別市出身。中央大学校、同校大学院卒。雑誌社と新聞社で記者を務めていた。作品に、『彼女が目覚めるとき』、『トゲウオ』などがある。